# Система информации для безопасности республики
Система информации для безопасности республики (итал. Sistema di informazione per la sicurezza della Repubblica, SIS) — название комплекса государственных учреждений Италии, в ведении которых находится управление разведывательным сообществом и службами безопасности страны после реформы итальянских спецслужб 2007 года.
В соответствии с Законом № 124 от 3 августа 2007 года произошло радикальное изменение структуры итальянских спецслужб, в частности, преобразование SISDE в AISI, SISMI в AISE, CESIS в Департамент информации и безопасности (DIS), Парламентский комитет по контролю за разведкой был реорганизован в Парламентский комитет по безопасности республики а также создан Межведомственный комитет по безопасности республики (CISR), наделённый широкими полномочиями и подконтрольный непосредственно премьер-министру Италии. В состав CISR входят министр иностранных дел, министр внутренних дел, министр обороны, министр юстиции и министр экономики и финансов. Кроме того, была создана должность уполномоченного по вопросам безопасности республики (ADSR) — аналог американского советника президента по национальной безопасности.
Статья 8 Закона № 124 определяет функции DIS, AISE, AISI, а также указывает, что в Систему информации для безопасности республики не входят органы военной разведки, в частности Межведомственный разведывательный центр.

## Организационная структура
В структуру Системы информации для безопасности республики входят:
- Председатель Совета министров Италии;
- Межведомственный комитет по безопасности республики[итал.] (CISR);
- Уполномоченный по вопросам безопасности республики[итал.] (ADSR);
- Департамент информации и безопасности (DIS);
- Агентство внешней информации и безопасности (AISE)
- Агентство внутренней информации и безопасности (AISI).